# ミカドキジ

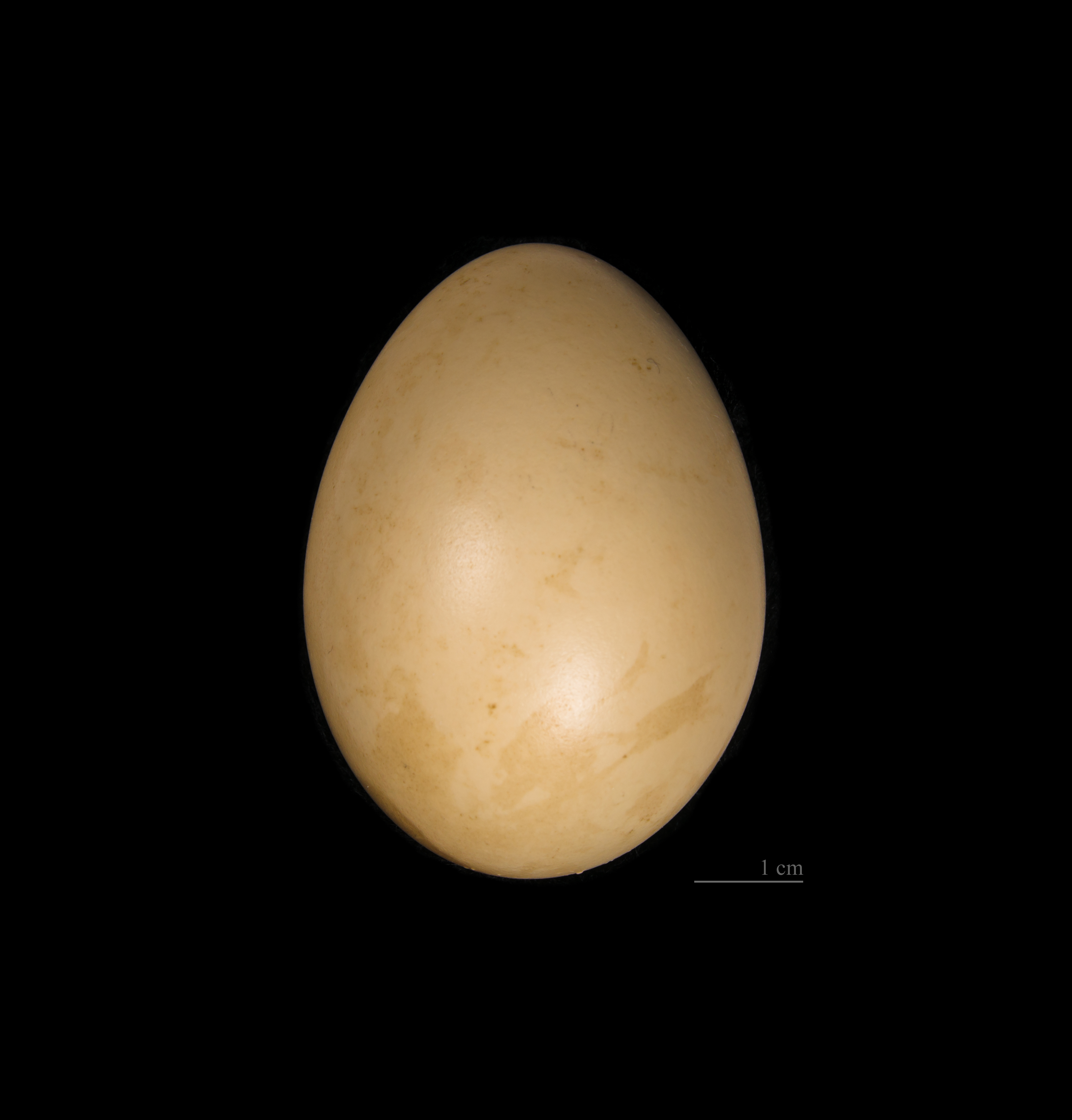
Syrmaticus mikado

ミカドキジ（帝雉子、学名：Syrmaticus mikado）とは、キジ目キジ科に分類される鳥類の一種である。

## 分布
台湾（固有種）。

## 形態
体長は雄が約86cm、雌が約55cm。雄は全身青紫色に光る黒色で、翼に2本の細い白帯がある。尾羽は16枚で、細い白帯が等間隔にある。眼の周囲は皮膚がむき出しになっており赤く見える。雌はやや赤みがかった褐色で、襟や上胸に淡色軸斑がある。尾には淡色帯があり、腹や脇は褐色と白の斑状になっている。

## 生態
海抜1600-3300mの高地の森林に生息する。
植物の種子や、根、果実の他、昆虫類を食べる。
繁殖期は4-5月で、低木の幹や倒木に竹を用いて営巣し、1腹5-10個の卵を産む。抱卵日数は27日である。

## 人間との関係
鳥類採集家ウォルター・グッドフェローは日本統治下の台湾で採集を行ったが、「玉山（新高山）から下山する際、荷担ぎとして雇われた原住民の頭飾りに、これまで見たことのない尾羽が用いられているのに気がつき、その男性から鳥のことを聞いて尾羽を入手した。したがって、ミカドキジの新種記載は一対の尾羽に基づくもので、記載時点ではまだ全体標本は未確認であった」。一方、横浜で貿易商・標本商を営むイギリス出身のアラン・オーストンがウォルター・ロスチャイルドの依頼を受けて1906年に台湾に派遣した採集家の菊池米太郎は、ミカドキジ 20 羽の標本を採集することに成功し、そのうち雄７羽、雌 4 羽がロスチャイルドに送られた。「しかし、結果としては、オグルヴィ＝グラントがロスチャイルドよりも早く、一対の尾羽だけとはいえミカドキジの標本を入手し、先に命名する機会を得た」。すなわち1906年に 2 枚の尾羽から新種として記録されたのである。その後、珍種の鳥類として欧米や日本に輸出され、各地で飼育されている。しかし、生息地では乱獲による生息数の減少が懸念されている。
なお、この鳥の命名の由来と、「20世紀初頭の帝国主義と学知形成という環境下で、その名前に」込められた意味の変遷については、伊東剛史による考察がある。